# Mona Barthel
Mona Barthel (Bad Segeberg, 11. srpnja 1990.) njemačka je tenisačica. Profesionalno se bavi tenisom od 2009. godine.

## Životopis
Barthel je rođena u Bad Segebergu pored Hamburga. S obitelji je preselila u Neumünster, gdje i danas živi. Nakon mature 2009. godine započela je profesionalnu tenisku karijeru.
Prvi je WTA turnir osvojila 14. siječnja 2012. u australskom Hobartu, pobijedivši u finalu Yaninu Wickmayer sa 6:1, 6:2.
Nastupa za teniski klub Bocholt u njemačkoj teniskoj Bundesligi. Trener joj je Mike Schürbesmann. Teniski joj je uzor Steffi Graf.

## Stil igre
Barthel je visoka (185 cm) i fizički jaka igračica. Glavno joj je oružje servis.

## Osvojeni turniri

### Pojedinačno (2 WTA)
| Br. | Datum              | Turnir | Suparnica u finalu | Rezultat    |
| 1.  | 14. siječnja 2012. | Hobart | Yanina Wickmayer   | 6:1, 6:2    |
| 2.  | 3. veljače 2013.   | Pariz  | Sara Errani        | 7:5, 7:6(4) |

## Rezultati na Grand Slam turnirima
| Grand Slam      | 2011. | 2012. | 2013. |
| --------------- | ----- | ----- | ----- |
| Australian Open | -     | 3k    | 1k    |
| Roland Garros   | 2k    | 1k    |       |
| Wimbledon       | 1k    | 1k    |       |
| US Open         | 2k    | 1k    |       |

## Plasman na WTA ljestvici na kraju sezone
| 2007. | 2008. | 2009. | 2010. | 2011. | 2012. | 2013. |
| ----- | ----- | ----- | ----- | ----- | ----- | ----- |
| 937.  | 516.  | 356.  | 208.  | 67.   | 39.   |       |

## Vanjske poveznice
- Službena stranica  Arhivirana inačica izvorne stranice od 8. veljače 2013. (Wayback Machine) (njem.)(engl.)
- Profil na stranici WTA Toura (engl.)